# Мантуа, Эдуар
Этьен Шарль Эдуар Мантуа (фр. Étienne Charles Édouard Mantois; 23 августа 1848 года, Блуа, Луар и Шер — 23 апреля 1900 года, XIII округ Парижа) — французский яхтсмен, бронзовый призёр летних Олимпийских игр 1900 года.

## Биография
Этьен Шарль Эдуар Мантуа родился 23 августа 1848 года в Блуа. Возглавлял Парижский гребной клуб, в 1880 году основал Гребной клуб Парижа — морское общество Марны, в 1890-х годах также был вице-президентом Парижского общества парусного спорта. По профессии был мастером-стекольщиком, занимался изготовлением оптических линз и рефракторов. В 1885 году начал сотрудничать с Шарлем Фейлем, после смерти последнего получил в своё распоряжение знаменитый стекольный завод в Париже. Выиграл гран-при Всемирной выставки 1899 года, за что был возведён в кавалеры Ордена Почётного легиона. В 1900 году сконструировал самый большой рефрактор в мире.
Согласно отчётам МОК, на Олимпиаде 1900 с Люсьеном Бодрье, Альбером Дюбоском и рулевым Жаком был членом экипажа лодки последнего Nina Claire, на которой принял участие в двух гонках среди лодок водоизмещением от 1 до 2 тонн в парусном спорте. В первой гонке пришёл третьим, во второй — четвёртм, выиграв бронзовую медаль. Однако гонки состоялись уже после смерти Мантуа в апреле; по мнению историка Стефана Гаше, его товарищи по команде отдали дань уважения Эдуару, вписав его имя после гонок.